# Илия Богоев
Илия Димитров Богоев е български общественик от Македония.

## Биография
Илия Димитров Богоев е роден в град Струмица. По време на българското управление в Македония (1941 – 1944) е кмет на три общини. От 1 септември 1941 до 18 март 1942 година е кмет на струмишката община Муртино, а от 9 ноември 1942 до 22 юли 1943 година е кмет на община Гевгели. От 22 юли 1943 година до края на българското управление е кмет на община Струмица. На 11 септември 1944 година, когато Струмишкият партизански отряд влиза в Струмица, избран е за член на Градския народноосвободителен съвет, временното местно управление.